# Denis Quarta
Denis Quarta (Torino, 20 dicembre 1979) è un arbitro di pallacanestro italiano.

## Biografia
Laureato in Scienze Statistiche Economiche e Manageriali, è un analista statistico esperto in salute e sicurezza nei luoghi di lavoro e docente presso l'Università degli Studi di Torino e l'Università del Piemonte Orientale di Novara. 

### La Carriera Sportiva
Giocatore di pallacanestro al CUS Torino, segue tutta la trafila delle giovanili vincendo anche un titolo Cadetti nel 1993 - allenato dal Prof. Roberto Chieppa - per poi figurare nel roster della prima squadra fino al 1998.
Inizia ad arbitrare a Torino e provincia nel maggio del 1994, grazie al suo Istruttore Nunzio Armandi. Arriva la promozione ad arbitro nazionale nel 2000, anno in cui inizia la scalata delle categorie più importanti. Durante la sua carriera, ad oggi, ha arbitrato 5 Finali Nazionali Giovanili:
- Allievi, Salsomaggiore 2003
- Cadetti, Martina Franca 2005
- Under16 M, Montecatini 2007
- Under18 M, Venezia 2008
- Under19 M, Bologna 2010

Nel 2010 arriva nel mondo del basket professionistico, con la promozione in LegADue, dove dopo tre stagioni arbitra per due volte la finale tra Pistoia e Brescia (gara2 e gara5). Al termine della stagione, nel 2013 è promosso in serie A. Alla seconda stagione nel massimo campionato, dirige due gare dei quarti dei Playoff 2015: Reggio Emilia - Brindisi e Venezia - Cantù. Nel 2019 la prima finale scudetto, gara 5 della serie Umana Reyer Venezia – Banco di Sardegna Sassari in terna con Carmelo Paternicò e Massimiliano Filippini.

### Esperienze Internazionali - Special Olympics
Nel 2003 a Dublino, nel 2011 ad Atene e nel 2015 a Los Angeles, è arbitro al seguito della delegazione italiana ai Giochi Mondiali Estivi Special Olympics, partecipando al Divisioning e Qualification round,oltre alla Medal Race conclusiva. Durante l'ultima esperienza nel continente americano, scrive anche un diario sul suo [https://www.facebook.com/denis.quarta?fref=ts profilo] Facebook con l'intento di diffondere in Italia il messaggio di Special Olympics.
Il diario continua anche nel 2019, alla sua quarta esperienza ai Giochi Mondiali, che sono organizzati ad Abu Dhabi. Arbitra la finale per l’oro del basket unificato maschile (div I) fra la squadra di casa degli Emirati Arabi Uniti e Portorico. A Berlino nel 2023, al suo quinto Mondiale, partecipa insieme ad un altro arbitro italiano, Marco Ugo.
Nel 2010 partecipa a Kaunas al primo seminario internazionale per arbitri di pallacanestro organizzato da Special Olympics EurAsia.

### Istruttore Miniarbitri
Dal 2001 è anche Istruttore Miniarbitri. 
Dal 2009 si occupa del coordinamento dell'attività nazionale del Settore Miniarbitri. Partecipa attivamente al Progetto Fischiando Giocando (che in una sola stagione sportiva recluta più di 1.500 nuovi miniarbitri in tutta Italia), alla nascita di un Camp a Maën (AO) per miniarbitri, alla Scuola Miniarbitrale e al Progetto Fischio Azzurro, in collaborazione con il SSNM della FIP.

### AIAP
È eletto dall’assemblea straordinaria del gennaio 2020 nel Consiglio Direttivo dell’Associazione Italiana Arbitri di Pallacanestro. Il Consiglio, presieduto da Roberto Begnis, lo nomina Segretario dell’Associazione.
Nelle successive elezioni del gennaio 2023, viene eletto alla carica di Presidente. Il Consiglio Direttivo si insedia durante le Final Eight di Coppa Italia LBA di Torino, nel febbraio 2023; Manuel Mazzoni è il suo vice-Presidente. Organizza AIAP50th - una serata per celebrare il 50mo anno di attività dell'Associazione, invitando gli arbitri che hanno fatto la storia del movimento e tutti i past-president.